# Lóránt Zsuzsa
Lóránt Zsuzsa (Budapest, 1946. március 10. – Budapest, 2022. február 27. előtt) Munkácsy Mihály-díjas magyar szobrászművész, műfordító.

## Életrajza
Lóránt Zsuzsa Budapesten született Lóránt Imre és Benedikt Éva gyermekeként. Tanulmányait a Képzőművészeti Főiskolán végezte el 1967-71 között, Somogyi József tanítványaként.  
1975-ben Derkovits-ösztöndíjas lett.  
1976-ban volt első önálló kiállítása Budapesten, több mint 30 alkalommal mutatkozott be az ország számos városában, valamint Bagdadban, Berlinben, Die-ben, Kairóban és Utrechtben. 1981-ben Munkácsy Mihály-díjjal tüntették ki.

### Köztéri művei
- Szent György, (Pécs, 1982)
- Radvánszky János, (Vaja, 1983)

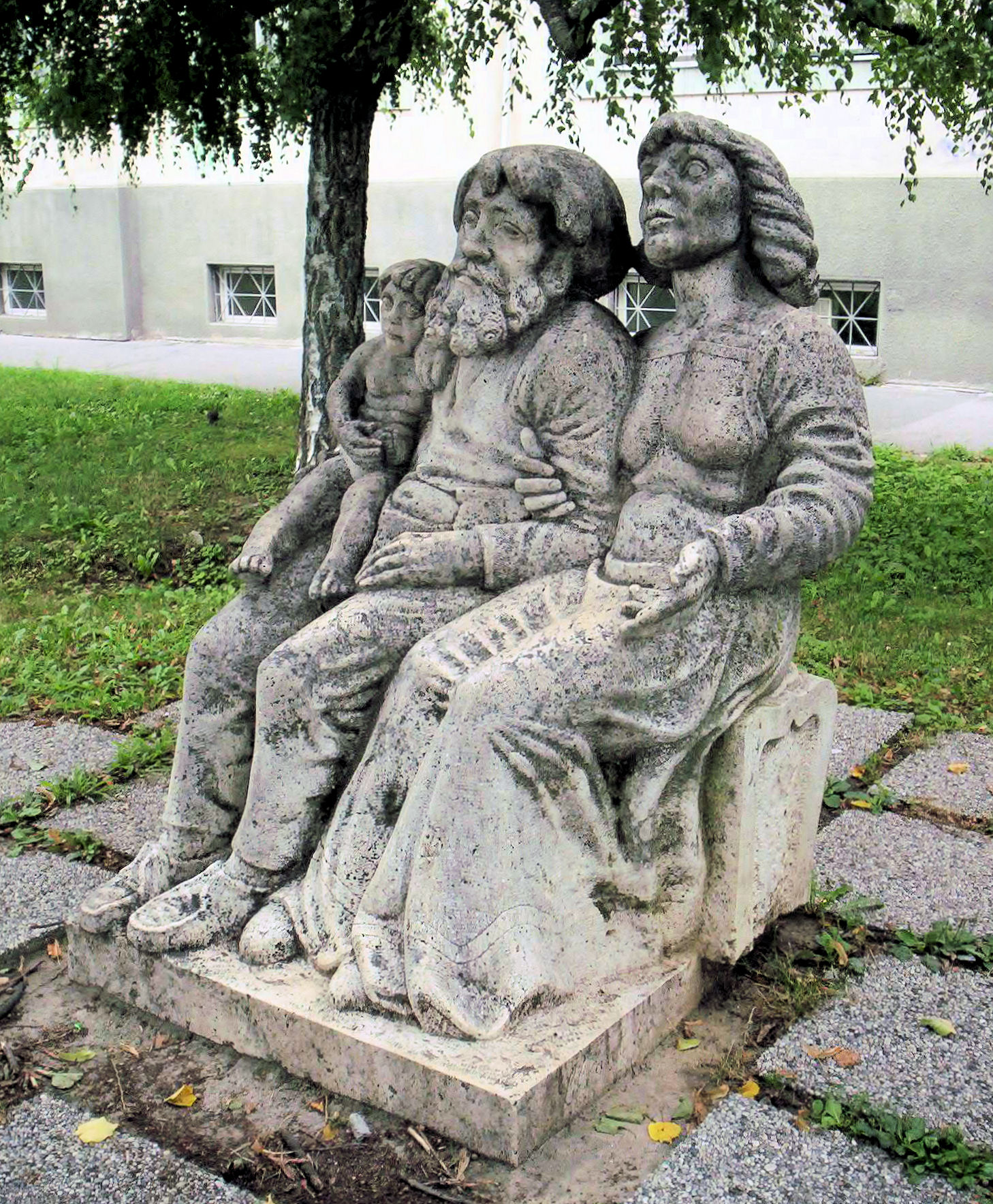
A Család című szobor Szegeden

- Kis alvó (Iklad, általános iskola 1985)
- Az eltűnt idő nyomában (Budapest, Erzsébet Szálló, 1985)
- Fiáker, Csudálatos Mary (Budapest, Hungária Szálló, 1985)
- Az ajándékozó (Nagyatád, 1986)
- Nepomuki Szent János, (Tapolca, 1989)
- Család (Szeged, Tiszaparti sétány, 1992)
- Szent Flórián, (Budapest, Városháza, 1992)
- Gyermeklány (Budapest, Kolibri Színház, 1994)
- Vázsonyi Vilmos, (Budapest, Westend City Center tetőterasz, 2001)

## Díjai
- Munkácsy Mihály-díj (1981)
- Budapesti Nemzetközi Kisplasztikai Kiállítás díja (1981)
- Stúdió kiállítás díja (1979, 1980)
- Miskolci Téli Tárlat díja (1980)
- Salgótarjáni Köztéri Bemutató díja (1986)
- Hódmezővásárhelyi Őszi Tárlat díja (1991, 1996)
- Nagyatádi Faszobrász Kiállítás díja (2005)

## Műfordítások
- Marcel Proust: Álmok, szobák, nappalok (Contre Sainte-Beuve). – Bp.: Filum, 1997.
- Maurice Halbwachs: Az evangéliumok legendás helyszínei a szentföldön; tanulmány a kollektív emlékezetről – kiadás alatt (La topographie légendaire des Évangiles en Terre Sainte; étude de mémoire collective, PUF, Paris 1941)
- Michel Butor: Különös történet – esszé Baudelaire egyik álmáról (Histoire extraordinaire: essai sur un rêve de Baudelaire 1961) - 2008

## Érdekességek
- „A legkisebb magyar szobrász” – ezt a tréfás címet adományozta önmagának a „legnagyobb magyar” kezdetű kitüntető melléknevek mintájára, lévén igen-igen kis termetű.